# Crampussyndrom
Das Crampussyndrom oder Muskelkrampf-Muskelschmerz-und-Faszikulationen-Syndrom ist eine seltene Erkrankung mit den namensgebenden Hauptmerkmalen Muskelkrämpfe, Muskelschmerzen und Faszikulationen. Meist bestehen heftige Muskelkrämpfe und Zuckungen bei ansonsten gesunden Menschen.
Die Krankheit wird zu den Hyperexzitabilitätssyndromen der peripheren Nerven gezählt und gilt als deren mildeste Form.
Synonyme sind: Crampus-Faszikulations-Syndrom; Faszikulations-Myalgie-Syndrom; Krampf-Faszikulations-Syndrom; benignes Faszikulations-Crampus-Syndrom u. a.
Die Bezeichnung wurde durch die Autoren der Erstbeschreibung aus dem Jahre 1991 durch den Neurologen A. J. Tahmoush und Mitarbeiter geprägt.

## Klinische Erscheinungen
Das Crampussyndrom zeigt vor allem plötzlich auftretende Krämpfe in umschriebenen Muskelgruppen. Klinische Kriterien sind:
- Schmerzhafte Muskelkrämpfe, häufig in Ober- und Unterschenkel
- Auslösend kann körperliche Aktivität sein
- Muskeldehnung und/oder Massage kann lindernd wirken.

Eine Beteiligung verschiedenster Muskelgruppen ist möglich.
Es besteht ein gehäuftes Vorkommen von
- Autoimmunerkrankungen
- Erkrankungen des Vorderhorns
- Stoffwechselstörungen

## Therapie
Eine Behandlung mit Carbamazepin, Gabapentin, Lamotrigin oder Pregabalin hat in Einzelfällen hilfreich gewirkt. Auch eine im Augenblick des Krampfes durchgeführte Dehnung und Massage kann zur Entspannung führen.